# Martin Sperr
 Martin Sperr (* 14. September 1944 in Steinberg bei Marklkofen, Niederbayern; † 6. April 2002 in Landshut) war ein deutscher Dramatiker und Schauspieler. In seinen Stücken prangerte er drastisch und im bairischen Dialekt soziale Missstände an.

## Leben
Martin Sperr wurde als Sohn eines Lehrerehepaars in Steinberg geboren. Laut Geburtsurkunde hieß er Helmuth Martin Sperr; als Kind wurde er Helmuth gerufen, später entschied er sich jedoch für den Rufnamen Martin.
Ende der 1940er Jahre war sein Vater Oberlehrer in Wendelskirchen, wo Sperr aufwuchs. Er besuchte die 1.–4. Klasse der Volksschule Wendelskirchen (1950–1954). Seinen Volksschulabschluss machte er an der Internatsschule Algasing im oberbayerischen Dorfen (1954–1958). Nach dem Besuch der Sabel-Handelsschule in München (1958/59) schloss er die Trausnitz-Handelsschule in Landshut (bis 1961) mit der Mittleren Reife ab.
Am 1. September 1961 begann er bei Siemens in München eine Lehre zum Industriekaufmann, welche er Ende Februar 1962 abbrach. Ab 1961 nahm er Unterricht in der Schauspielschule M. Nachbaur in München und debütierte 1962 im Theater 44 als Lennie Klein in Von Mäusen und Menschen. Er besuchte 1962 bis 1964 das Max-Reinhardt-Seminar in Wien, das er, wie er selbst erzählte, „mangels Begabung“ verlassen musste. Die ersten Fassungen der Jagdszenen aus Niederbayern entstanden. Er besuchte 1964/65 die Schauspielschule Genzmer in Wiesbaden und bestand am 4. Mai 1965 in Frankfurt am Main die Reifeprüfung für Schauspiel. In Zusammenarbeit mit Karlheinz Braun vom Suhrkamp Verlag wurden die Jagdszenen aus Niederbayern endgültig fertiggestellt. Seine Ausbildung als Schauspieler finanzierte sich Sperr mit Tätigkeiten als Buchhalter, Hilfsarbeiter und Nachtportier.
Während der Spielzeit 1965/66 war er als Regieassistent und Schauspieler am Bremer Stadttheater. Dort wurden seine Jagdszenen aus Niederbayern im Mai 1966 uraufgeführt (Regie: Rolf Becker / Wilfried Minks). Den Durchbruch des Stücks brachte die Aufführung in der Schaubühne am Halleschen Ufer, Berlin, in der er den Rovo spielte (Inszenierung: Hagen Mueller-Stahl). Es begannen die Bearbeitungen Maß für Maß von William Shakespeare und Gerettet von Edward Bond.
Peter Fleischmann verwendete 1968 den Stoff über einen homosexuellen Außenseiter und die Gewalt im Dorf zu einer Verfilmung mit Sperr in der Hauptrolle des Abram. Diese gewann den Bundesfilmpreis, überzeugte auf der Berlinale und beim Filmfest in Locarno. 1971 erschien der Stoff als Erzählung unter dem Titel Jagd auf Außenseiter. 1984 war Sperr bei einer Aufführung am Münchner Volkstheater als Pfarrer zu sehen.
1966 übersetzte er erfolgreich Edward Bonds Stück Gerettet ins Bairische. 1967 wirkte er selbst bei der Uraufführung in der Inszenierung von Peter Stein an den Münchner Kammerspielen mit und nahm ein Engagement an den Münchner Kammerspielen als Hausautor und Schauspieler an.
Danach nahm seine bayerische Trilogie zur Nachkriegsgesellschaft Gestalt an. Die Jagdszenen aus Niederbayern spielen anno 1948, die 1967 erschienenen Landshuter Erzählungen mit ihrer Schilderung eines Konkurrenzkampfes zweier Bauunternehmer eine Dekade später. Die Münchner Freiheit (1971) war eine gegenwartsnahe Satire auf Grundstücks-Spekulation und Entmietung.
Mit historischen Stoffen ging Martin Sperr keineswegs nostalgisch um. 1970 wurde in Stuttgart von Peter Palitzsch sein Stück Koralle Meier mit Ruth Drexel uraufgeführt. Es handelt von einer alternden Prostituierten in einer niederbayerischen Kleinstadt zur NS-Zeit. 1971 schrieb er mit Reinhard Hauff das Drehbuch zum Fernsehfilm Der Räuber Mathias Kneißl, worin Mathias Kneißl zum Sozialrebellen wurde. Bürgerlicher Gier und Dummheit hielt er mit seiner Tragikomödie über das Leben von Adele Spitzeder in dem gleichnamigen Film den Spiegel vor. 1977 erfolgte deren Uraufführung an den Bühnen der Stadt Bonn.
1969/70 war Sperr wieder in Bremen engagiert. 1972 lag er nach einer Gehirnblutung lange im Koma, das Gedächtnisschwund und Motivationsverlust zur Folge hatte. Er litt seitdem an epileptischen Anfällen. 1974 kehrte er am Schauspielhaus Bochum auf die Bühne zurück, wo er in der deutschen Erstaufführung von Brendan Behans Borstal Boy spielte. Danach folgten in München Auftritte in kleinen Privattheatern mit Lesungen eigener Nonsens-Gedichte (1976) oder 1978 in seinem Stück Adele Spitzeder am Studiotheater München. 1982 war er am Theater Freiburg als Hamlet zu sehen.
1983 schloss er sich dem Ensemble des Münchner Volkstheaters an. Er übertrug deutschsprachige Theatertexte ins Bairische, die am Volkstheater aufgeführt wurden, darunter Otto Muehls Rheinpromenade und Fitzgerald Kusz’ Schweig, Bub! Außerdem trat er am Volkstheater und bei den Tiroler Volksschauspielen in Telfs auf.
1968 heiratete er Monika Sperr, von der er bereits 1969 wieder geschieden wurde. In zweiter Ehe war er mit der Schauspielerin Katja Barwich verheiratet. Seine Tochter Felicitas Sperr-Burger widmete ihrem Vater zwölf Jahre nach dessen Tod einen persönlichen Brief.

## Bedeutung
Der Titel seines ersten Theaterstückes Jagdszenen aus Niederbayern wurde zum geflügelten Wort. Es steht als Synonym für eine Hetz- und Verleumdungsaktion.
Martin Sperr ist mit Rainer Werner Fassbinder und Franz Xaver Kroetz in einer Linie anzusiedeln und mag als literarisches Kind von Marieluise Fleißer gelten. Er wird als ein Erneuerer im Genre kritischer Volksstücke betrachtet. Unter dem Titel Das zweite Leben des Martin Sperr wurde sein Schicksal vom Fernsehen verfilmt.

## Auszeichnungen und Ehrungen
Am 27. November 1965 wurde ihm der Gerhart-Hauptmann-Preis in Berlin verliehen als Förderpreis der Freien Volksbühne Berlin für die Jagdszenen aus Niederbayern. 1967 bekam er den „Theater heute“-Preis für junge Theaterleute für Landshuter Erzählungen und am 9. November 1968 den Förderpreis des Schiller-Gedächtnis-Preises des Landes Baden-Württemberg, Stuttgart. Am 29. April 1969 wurde er mit dem Förderungspreis für Literatur der Landeshauptstadt München geehrt. Im September 1972 erhielten Martin Sperr und Peer Raben zwei Sterne für den Fernseh-Film Adele Spitzeder im Rahmen des Sterns der Woche (Abendzeitung München). 1973 wurde er mit dem Bayerischen Hörfunk-Preis und am 16. Dezember 1977 mit dem Ernst-Hoferichter-Preis, München ausgezeichnet. Am 26. Mai 1978 erhielt er den Mülheimer Dramatikerpreis, eine Auszeichnung für Die Spitzeder als Stück des Jahres sowie im November 1978 den Stern der Woche (Abendzeitung München) und tz-Rose für die Darstellung seiner Adele Spitzeder im Studiotheater, München. Mit der tz-Rose folgte im November 1984 eine weitere Auszeichnung für Martin Sperr (Textbearbeitung), Regisseur Ulrich Heising und das Ensemble von A Rua is Bua! im Volkstheater München.
2014 wurden ihm die 17. Landshuter Literaturtage gewidmet.

## Werke
- Jagdszenen aus Niederbayern, UA Theater Bremen, Regie: Rolf Becker / Wilfried Minks, Mai 1966 (verfilmt 1968)
- Landshuter Erzählungen, UA Münchner Kammerspiele 1968, Regie: August Everding
- Koralle Meier, UA Württembergisches Staatstheater Stuttgart 1970, Regie: Peter Palitzsch
- Jagd auf Außenseiter, Prosafassung des Theaterstückes Jagdszenen aus Niederbayern 1971, Weismann Verlag München
- Herr Bertolt Brecht sagt. Bei Brecht gelesen und für Kinder und andere Leute ausgesucht, 1970 (gemeinsam mit Monika Sperr)
- Münchner Freiheit, UA Düsseldorf 1971, Regie: Michael Kehlmann
- Sammelband Bayrische Trilogie, Suhrkamp, 1972 (Suhrkamp Taschenbuch 28; enthält die Stücke Jagdszenen aus Niederbayern, Landshuter Erzählungen, Münchner Freiheit)
- Drehbuch zum Fernsehfilm Adele Spitzeder, 1972
- Drehbuch zum Fernsehfilm Der Räuber Mathias Kneißl, ca. 1971
- Die Spitzeder, UA Werkstattbühne Bonn 1977, Regie: Wolfgang Quetes
- Willst du Giraffen ohrfeigen, mußt du ihr Niveau haben, 1979 (Prosa, Gedichte und Zeichnungen)
- Theaterstück Räuber Kneißl, 1998

## Bearbeitungen und Übersetzungen
- Gerettet von Edward Bond, UA Werkraumtheater München 1967, Inszenierung: Peter Stein (Martin Sperr als Helmut (Barry))
- Maß für Maß von William Shakespeare, UA Theater der Freien Hansestadt Bremen 1967
- Der Widerspenstigen Zähmung von William Shakespeare zu Die Kunst der Zähmung, UA Bremen 1971, Regie: Kurt Hübner
- Bruder der Braut als Hörspiel für den Bayer. Rundfunk 1971
- Wenn Malmström kommt von Kurt-Achim Köweker zu 8011 Aschheim – Wenn Malmström kommt, UA Münchner Volkstheater 1988

## Übertragungen ins Bairische
- Lemsomd als Hörspiel ca. 1972
- Schdeamsweaddal als Hörspiel ca. 1972
- Rheinpromenade von Karl Otto Mühl zu Isarpromenade
- De Hotzeblitz von Karl Wittinger zu Der Floriansblitz, UA Münchner Volkstheater 1984, Inszenierung: Franz Geiger
- Schweig, Bub! von Fitzgerald Kusz zu A Rua is Bua!, UA Münchner Volkstheater 1984, Inszenierung: Ulrich Heising
- Fröhliches Wiedersehen
- Der Geizige von Molière zu Da Geiz is da Neid
- Lottoglück von Sabine Thiesler zu Loddoglügg

## Der Schauspieler
Sperr spielte in Rollen wie:
- 1962 in Von Mäusen und Menschen von John Steinbeck als Lennie Klein, Theater 44, München
- 1964 in Heilige Nacht von Ludwig Thoma als Hirte, Inszenierung Georg Lhotzky, Schönbrunner Schloßtheater, Wien
- 1964 in Zwei Fliegen auf einem Gleis von Wolfgang Bauer, Inszenierung: Wolfgang Bauer, Grazer Kellertheater
- ca. 1965 in Marat, Inszenierung: Hansgünther Heyme, Staatstheater Wiesbaden
- ca. 1965 in Der Rebell, der keiner war, Inszenierung: Heyme, Staatstheater Wiesbaden
- 1966 in Die Räuber von Friedrich Schiller, Theater Bremen, Inszenierung: Peter Zadek (Premiere: 5. März 1966)
- Sept. 1966 in seinen Jagdszenen aus Niederbayern als Rovo, Schaubühne am Halleschen Ufer, Inszenierung: Hagen Mueller-Stahl
- 1968 in Gerettet von Edward Bond in einer bairischen Bearbeitung von Martin Sperr als Helmut (Barry), im Werkraumtheater in München, Inszenierung: Peter Stein (Premiere: 15. April 1967)
- 1967 in Die Wiedertäufer von Friedrich Dürrenmatt, Münchner Kammerspiele, Inszenierung: Hans Schweikart (Premiere: 23. November 1967)
- 1968 in Der Schuhu und die fliegende Prinzessin von Peter Hacks als Großherzog Friedrich von Coburg-Gotha, Münchner Kammerspiele, Inszenierung: Gerd Brüdern (Premiere: 14. Januar 1968)
- 1968 in Im Dickicht der Städte von Bertolt Brecht als Ein Geistlicher der Heilsarmee und Der Grüne, Münchner Kammerspiele, Inszenierung: Peter Stein (Premiere: 9. März 1968)
- 1969 in Schmaler Weg in den tiefen Norden von Edward Bond als Priester/Tola, Münchner Kammerspiele, Inszenierung Peter Zadek (Premiere: 19. Oktober 1969)
- 1969 in Sturm (Tempest) von William Shakespeare als Caliban, Theater Bremen, Inszenierung: Klaus Michael Grüber (Premiere: 19. November 1969)
- 1974 in Borstal Boy von Brendan Behan als Behan, Schauspielhaus Bochum, Inszenierung: Hartmut Gehrke (Premiere: 12. Mai 1974)
- Nov. 1974 in Was ihr wollt von William Shakespeare als Junker Tobias von Rülp, Deutsches Schauspielhaus Hamburg, Inszenierung: Wilfried Minks
- ca. 1974/75 in Maß für Maß nach Shakespeare, Deutsches Schauspielhaus Hamburg, Regie: Wilfried Minks
- 1975 in Troilus und Cressida von William Shakespeare als Ajax, griechischer Heerführer, Theater der Stadt Bonn, Inszenierung: Hans-Joachim Heyse (Premiere: 15. November 1975)
- ca. 1977 in Der Bürgermeister
- 1978 in seinem Stück Die Spitzeder als Adele Spitzeder, Studiotheater München, Regie: Jutta Wachsmann
- 1979 in Kater Lampe von Emil Rosenow als Bürgermeister Gletzenbichler, Freie Volksbühne Berlin, Regie: Ulrich Heising (Premiere: 11. September 1979)
- 1979 in Die Dreigroschenoper von Bertolt Brecht als Peachum, Skarabäus Theater Company, Tournee Paris und Marseille (Premiere: 6. März 1979)
- Jan. 1981 in Die Kleinbürgerhochzeit von Bertolt Brecht als Brautvater, Drehleier, München, Inszenierung: Jutta Wachsmann
- 1982 in Hamlet von William Shakespeare als Hamlet, Theater in Freiburg, Inszenierung: Valentin Jeker (Premiere: 27. Januar 1982)
- 1982 in Sobald fünf Jahre vergehen von Federico García Lorca als Das Kind, Der Vater und Bajazzo, Modernes Theater München, Inszenierung: Gert Pfafferodt (Premiere: 31. Dezember 1982)
- ca. 1983 in Sladek, Hamburg
- 1983 in Glaube und Heimat von Karl Schönherr als Bader, Münchner Volkstheater (Wiedereröffnung), Inszenierung: Ruth Drexel (Premiere: 24. November 1983)
- 1984 in seinem Stück Jagdszenen aus Niederbayern als Pfarrer, Münchner Volkstheater, Inszenierung: Harald Clemen (Premiere: 23. März 1984)
- 1984 in seiner bairischen Bearbeitung A Rua is Bua! (bearbeitet wurde Schweig, Bub! von Fitzgerald Kusz), Münchner Volkstheater, Inszenierung: Ulrich Heising (Premiere: 8. November 1984)
- ca. 1984/85 in Der Job und der Frieden von Dietmar Schönherr, Tiroler Volksschauspiele Telfs, Regie: Ruth Drexel
- 1985 in seinem Stück Koralle Meier als Isidor, Münchner Volkstheater, Inszenierung: Wolfgang Gropper (Premiere: 14. Februar 1985)
- 1985 in Schweyk im Zweiten Weltkrieg von Bertolt Brecht als Die dicke Frau und Der Dicke, Münchner Volkstheater, Inszenierung: Ruth Drexel (Premiere: 15. Juni 1985)
- 1986 in Wer uns getraut … von Sarah Camp frei nach Filumena Marturano von Eduardo De Filippo als Sanitäter / Dr. Schlumpf, Münchner Volkstheater, Inszenierung: Sarah Camp (Premiere: 15. Mai 1986)
- 1987 in Frühere Verhältnisse – Häuptling Abendwind von Johann Nepomuk Nestroy als Geist von Josephines Vater und Ho-Gu, Münchner Volkstheater, Inszenierung: Ruth Drexel (Premiere: 22. Januar 1987)
- 1987 in Yvonne – Prinzessin von Burgund von Witold Gombrowicz als Yvonne, Studiotheater auf dem Alabama, München, Regie: Gunnar Petersen (Premiere: 10. Juli 1987)
- 1987 in Liliom von Ferenc Molnár als Der auswärtige Polizist, Münchner Volkstheater, Regie: Rolf Stahl (Premiere: 29. Oktober 1987)
- 1988 in Das letzte Band von Samuel Beckett als Krapp, Studiotheater im PEP, München, Regie: Guido Moser (Premiere: 29. Juni 1988)
- 1988 in Korbes von Tankred Dorst als Schindhelm, Prinzregententheater München, Inszenierung: Jaroslav Chundela (Premiere: 17. Dezember 1988)
- April 1989 in Der Selbstmörder von Nikolai Erdmann als Niki Arsentjewitsch, Münchner Volkstheater, Inszenierung: Vladimir Danowsky
- 1989 in Phaleska von Gerlinde Eger als Shenja, Hungrige Herzen, München, Regie: Gerlinde Eger
- 1990 in Leonce und Lena von Georg Büchner als Herr Peter Popo, Studiotheater im PEP im Theaterzelt Roncalli Platz, München, Regie: Michael Tiemann (Premiere: 13. Juni 1990)
- 1990 in Ich, Feuerbach von Tankred Dorst als Feuerbach, Gasteig und Theater EX libris München, Regie: HP Trauschke
- ca. 1990/91 in Die Physiker von Friedrich Dürrenmatt als Irrenärztin, Theaterzelt Das Schloss, München, Regie: Gunnar Petersen
- 1991 in Der Stein der Weisen von Franz Helm als Herzkönig und Der Poet, Münchner Volkstheater, Inszenierung: Ruth Drexel (Premiere: 11. Mai 1991)
- 1991 in Für wahr ein Schreckstern jedem ist, der Sündflutgrund zu aller Frist von Anton von Buchner als Pallier, Vier Winde und Galeerensklave, Tiroler Volksschauspiele Telfs, Regie: Ruth Drexel (Premiere: 14. August 1991)
- 1992 in Munde II vin Felix Mitterer, Tiroler Volksschauspiele Telfs
- 1992 in Das wunderbare Schicksal – Aus dem Leben des Hoftyrolers Peter Prosch von Felix Mitterer als Fürstbischof Ignaz Friedrich, Tiroler Volksschauspiele Telfs und Münchner Volkstheater, Regie: Ruth Drexel (Premiere: 13. August 1992)
- 1992 in Pelleas und Melisande von Maurice Maeterlinck als Golaud, Theaterzelt Das Schloss, München, Inszenierung: Frank Albrecht (Premiere: 21. Oktober 1992)
- 1992 in Ein Weihnachtslied von Charles Dickens als Geschäftsmann und Rektor, Theaterzelt Das Schloss, München, Regie: Alexander Duda (Premiere: 2. Dezember 1992)
- 1993 in Ein Jedermann von Felix Mitterer als Dicker Vetter (Kardinal), Haimhauser Kulturkreis e. V., Regie: Tristan Berger (Premiere: 16. Juli 1993)
- 1993 in seinem Stück Jagdszenen aus Niederbayern als Knocherl (Totengräber), Theaterzelt Das Schloss, München, Regie: Jutta Wachsmann (Premiere: 30. Juli 1993)
- 1993 in Rameaus Neffe von Denis Diderot als ER, Pasinger Fabrik, München, Regie: Peter Glockner (Premiere: 4. November 1993)
- 1993 in Gott von Woody Allen als Bob Schicksal, Theaterzelt Das Schloss, München, Regie: Alexander Duda (Premiere: 31. Dezember 1993)
- 1994 in Tasso von Johann Wolfgang von Goethe als Alfons, Theaterzelt Das Schloss, München, Inszenierung: Gunnar Petersen (Premiere: 2. Mai 1994)
- 1994 in Der Harte Handel nach dem Roman von Oskar Maria Graf als Der Engel Xaver, dem Sepp sein Bruder, Theaterzelt Das Schloss, München, Regie: Eos Schopohl (Premiere: 7. Oktober 1994)
- ca. 1994 in Prometheus von Johann Wolfgang von Goethe als Zeus, Theaterzelt Das Schloss, München, Inszenierung: Hermann Rueth
- 1995 in Charleys Tante von Brandon Thomas als Brassett, Theaterzelt Das Schloss, München, Regie: Michael Tiemann (Premiere: 15. Juni 1995)
- 1997 in Die Blinden oder Die Unvernünftigen sterben aus von Maurice Maeterlinck bzw. Peter Handke als Priester, Theater Fisch&Plastik, in den Wamslerhallen, München, Regie: Eos Schopohl (Premiere: 18. September 1997)
- 1998 in Aias von Sophokles als Menelaos, Theaterspiele im Innenhof der Glyptothek, München, Regie: Michael Tiemann (Premiere: 16. Juli 1998)
- 1998 in seinem Stück Münchner Freiheit als Christoph Ederer, Theater Fisch&Plastik, im Kunstpark Ost, Regie: Eos Schopohl
- 1999 in Sonntagskinder – Frühlingsfest von Gerlind Reinshagen, Theater Fisch&Plastik, in der Bunkerhalle Luisenstr. 37a, München, Regie: Eos Schopohl (Premiere: 16. Dezember 1999)
- 2001 in Heimatglied, Texte von Ludwig Ganghofer in einer Bühnencollage nach einer Idee von Martin Sperr, Teamtheater Comedy, München, Regie: Hans Melzer (Premiere: 29. März 2001)

Außerdem:
- in Die Kreuzersonate von Leo Tolstoi als Ein Herr, Theaterzelt Das Schloss, München, Regie: Niklas Alexander Nitschke
- in Der kleine Prinz, Studiotheater München

## Der Filmschauspieler
- 1965: Die Verfolgung und Ermordung Jean Paul Marats (TV)
- 1968: Jagdszenen aus Niederbayern (TV)
- 1968: Im Dickicht der Städte (TV)
- 1969: Jagdszenen aus Niederbayern (Film)
- 1971: Mathias Kneißl
- 1972: Fremde Stadt
- 1974: Eiger (TV)
- 1977: Hitler, ein Film aus Deutschland
- 1979: Der ganz normale Wahnsinn (Fernsehserie, 1 Folge)
- 1981: Heute spielen wir den Boß – Wo geht’s denn hier zum Film?
- 1981: Kater Lampe (TV)
- 1982: Parsifal
- 1983: Monaco Franze – Der ewige Stenz (Fernsehserie, 1 Folge)
- 1981–1983: Die Knapp-Familie (Fernsehserie, 5 Folge)
- 1983: Fast wia im richtigen Leben (Fernsehserie, 1 Folge)
- 1986: Schafkopfrennen (Fernsehserie, 1 Folge)
- 1987: Das Hintertürl zum Paradies (TV)
- 1987: Minipli (TV)
- 1987: Die Chinesen kommen (TV)
- 1989: Inschallah (Kurzfilm)
- 1989: Der Pampelmusenmond (Kurzfilm)
- 1990: Rudolfo (TV)
- 1998: Luna (Kurzfilm)

## Der Regisseur
- Solo für Carlos und Sigmund von Marco Antonio de la Parra, Theater EX libris, München 1991
- Büchner goes Blues nach Georg Büchner bearbeitet von Ludo Vici, Theater EX libris, München 1991
- Jagdszenen aus Niederbayern gemeinsame Regie mit Hans Melzer, Stadttheater Bremerhaven (Premiere: 23. März 1996)

## Hörspiele
- 1969 Landshuter Erzählungen, Bearbeitung Valerie Stiegele, Martin Sperr spricht den Sorm
- 1970 Jagdszenen aus Niederbayern, Bearbeitung Valerie Stiegele, Mila Kopp, Rainer Werner Fassbinder,
- 1971 Bruder der Braut von Olsen, Bearbeitung Martin Sperr, Martin Sperr spricht auch
- 1971 Heimlich Essen von Peter Melzer, Regie: Martin Sperr
- 1972 Josef Filser von Ludwig Thoma, Regie und Sprecher: Martin Sperr
- 1972 Bairische Fassung Lemsomd (bairisch für Lebensabend). Martin Sperr bearbeitete das Hörspiel Op de Parkbank von Dieter Kühn und führte Regie. Den Monolog einer alten Frau im Park eines Altersheims sprach die Schauspielerin Therese Giehse. Produktion: BR 1973. Als Podcast/Download im BR Hörspiel Pool.[3]
- 1972 Bairische Fassung Schdeamsweaddal
- 1979: Adele Spitzeder. Mit Ruth Kappelsberger (Adele Spitzeder), Heidi Ackermann (Emmi), Walter Sedlmayr (Wastl, der Wirt), Toni Berger (Wucherer Dirschl), Maria Singer (Frau Fleck), Katharina de Bruyn (Patricia Quirin), Friedrich von Thun (von Mengershausen jun.), Hans Baur (von Mengershausen sen.), Fritz Straßner (Polizeipräsident), Hans Stadtmüller (Anton Hirler) u. a. Hansé Scheuerer (Moritatensänger). Regie: Wolf Euba. BR 1979.
- 1983 Hias als Sprecher
- Niederlage eines Ungehorsamen von Angelika Mechtel, Martin Sperr spricht Wolfgang Mattner